# Phaeogenes hispanicus
Phaeogenes hispanicus là một loài tò vò trong họ Ichneumonidae.